# Людорфия Пуцилло
Людорфия Пуцилло (лат. Luehdorfia puziloi) — дневная бабочка семейства Парусники. Единственный представитель рода Людорфии в фауне Дальнего Востока и России в целом. Родовое название дано в честь коллекционера Фридриха Людорфа. А видовое — в честь первооткрывателя данного вида, русского историка и натуралиста Пуцилло Михаила Павловича.

## Описание
Длина переднего крыла 22—27 мм. Размах крыльев до 60 мм. Крылья жёлтые. Переднее крыло в поперечных чёрных полосах разной величины. Заднее крыло с чёрными пятнами в прикорневой области, у внешнего зазубренного края четыре голубых пятна в чёрных ободках, в анальном углу два красных пятнышка рядом с крошечным голубым, у жилки М3 короткий хвостик. Самка несильно отличается от самца: синие пятна крупнее, красные пятна сливаются в одно и хвостик короче.

## Ареал
На территории России встречается в Приморском крае. К югу от Приморья распространена в Маньчжурии, на полуострове Корея, Китае и на больших Японских островах.

## Подвиды и вариации
- Luehdorfia puziloi puziloi (Erschoff, 1872)
- Luehdorfia puziloi coreana (Matsumura, 1919)
- Luehdorfia puziloi inexpecta (Sheljuzhko, 1913)
- Luehdorfia puziloi lenzeni (Bryk, 1938)
- Luehdorfia puziloi lingjangensis (Lee, 1982)
- Luehdorfia puziloi machimuraorum (Fujioka, 2003)
- Luehdorfia puziloi yessoensis (Rothschild, 1918)

Описанный другой вид людорфии с острова Хонсю — Luehdorfia japonica рядом авторов считается подвидом Людорфии Пуцило. По величине и более расширенному чёрному рисунку сверху на крыльях он заметно отличается от уссурийских экземпляров. В строении же гениталий самцов нет явно выраженного различия между особями материковой и островной популяций.
Кроме приведенных форм людорфии, ещё описаны особые формы с полуострова Корея, других островов Японии и Китая.

## Места обитания
Населяет горные хвойно-широколиственные, реже дубово-широколиственные леса от подножий гор и небольших сопок до 400—600 м над у.м. Отдельные самцы встречаются и на больших высотах.
Бабочки встречаются как на склонах гор, так и в долинных лесах, предпочитая долины небольших ручьев в их истоках. Вид избегает обширных безлесных массивов, а также широких речных долин и низменностей, где отсутствует кормовое растение, однако залетные особи в годы повышенной численности изредка наблюдаются в 5—15 км за пределами мест размножения.

## Время лёта
Бабочки летают с апреля до середины мая. Лёт обычно задерживается с повышением широты местности. Первыми появляются самцы, самки вылетают на 2—5 дней позже (в зависимости от погодных условий сезона). В целом же весь период отрождения самцов и самок может растягиваться на 15—20 дней и заканчивается в первой декаде мая.

## Размножение
Откладка яиц со второй половины апреля. Яйца откладываются группами от 1 до 42 яиц на нижнюю сторону листьев копытня, независимо от того, являются листья раскрытыми или нет. Гусеницы вылупляются со второй половины мая до конца первой декады июня. Кормовое растение гусениц восточный копытень (Asarum sieboldi). Гусеницы претерпевают четыре линьки, окукливаясь на 38—48 день после рождения. Окукливание отмечено с середины июня до середины июля в нижнем слое листового опада. Зимует куколка. Сама куколка бугорчатая, в чёрных и бурых пятна.

## Численность
Обычный, а местами в некоторые годы многочисленный вид. В связи с характером распространения кормового растения гусениц, распространение людорфии Пуцило лишено выраженной мозаичности. Численность бабочек заметно варьирует по годам, однако эти изменения не имеют выраженной тенденции.